# Dany Boon
Dany Boon (phát âm [dani bun], tên khai sinh Daniel Farid Hamidou, ngày 26 tháng 6 năm 1966) là một diễn viên, đạo diễn phim, nhà biên kịch và nhà sản xuất phim người Pháp.
Ông khởi đầu sự nghiệp với tư cách là một diễn viên hài trong những năm 1990, và thành công vào năm 2008 với tư cách là một diễn viên và đạo diễn trong bộ phim hài Chào mừng bạn đến Sticks. Kể từ đó, ông tham gia vào vai trò biên kịch hoặc đạo diễn hoặc cả hai trong các phim Nothing to Declare (2011), Supercondriaque (2014), Raid dingue (2017) và La Ch'tite Familyle (2018).

## Đầu đời
Boon có tên khai sinh là Daniel Farid Hamidou. Ông sinh ra trong một gia đình trung lưu ở miền Bắc nước Pháp. Cha của ông sinh năm 1930 tại Issers, Algeria, là một người theo đạo Hồi và qua đời tại Lille, Pháp năm 1992. Cha của Boon là một võ sĩ quyền anh và một tài xế riêng. Mẹ của Boon là Danièle Ducatel, một người phụ nữ đến từ miền bắc nước Pháp. Mẹ ông theo Công giáo, và là một bà mẹ đảm nhận công việc nội trợ.
Dany Boon cải sang đạo Do Thái (đức tin của vợ ông) vào năm 2002. Ông từng học nghệ thuật đồ họa tại Institut Saint-Luc ở Bỉ.

## Sự nghiệp
Boon đến Paris vào năm 1989, nơi anh là một diễn viên kịch câm. Ông đã mượn nghệ danh của mình từ một anh hùng trong bộ phim truyền hình Mỹ Daniel Boone, kể về một kẻ đánh bẫy người Mỹ.
Ông đã diễn xuất trong một số chương trình độc diễn. Boon cũng là một nhạc sĩ khi ông đã thực hiện một bản dịch của bài hát "Piensa en mí" (tạm dịch là "Hãy nghĩ về tôi"). Ông cũng sáng tác các bài hát cho riêng mình như "Le Blues du 'tiot poulet" ("Con gà xanh").
Sau những vai nhỏ trong các bộ phim trong những năm 1990, ông đã có một vai diễn trong bộ phim châm biếm Bimboland năm 1998 do Ariel Zeitoun đạo diễn. Boon có sự gắn bó với vùng quê hương của mình, Nord-Pas-de-Calais. Năm 2003, ông đã thực hiện toàn bộ chương trình bằng tiếng địa phương của ch'ti, còn được gọi là Picard. Mặc dù sử dụng ngôn ngữ phương ngữ, nhưng 600.000 bản DVD (bao gồm phụ đề tiếng Pháp) đã được bán. Năm 2004, ông là một phần của dàn diễn viên chính trong phim Pédale Dure của đạo diễn Gabriel Aghion, một tác phẩm không thành công về mặt thương mại và đón nhận từ khán giả. Sau đó, ông được mời đóng một số vai trong các bộ phim điện ảnh, đặc biệt là trong bộ phim Joyeux Noël (Merry Christmas), được phát hành quốc tế vào năm 2005.
Vào tháng 2 năm 2008, ông tham gia diễn xuất và đạo diễn một bộ phim có tựa đề Chào mừng bạn đến Sticks (Bienvenue chez les Ch'tis), bộ phim thành công ở Pháp và các nước khác. Bộ phim hài này dựa trên những định kiến về vùng miền, đồng thời phá vỡ kỷ lục các phòng vé của Pháp. Hai tuần sau khi phát hành, bộ phim đã đạt 5 triệu người xem. Sau tuần thứ tư, con số này đã tăng lên 15 triệu, và đến ngày 11 tháng 4, bộ phim đã vượt qua lượng khán giả xem của Cuộc tản bộ vĩ đại, với hơn 17,4 triệu người theo dõi. Boon là chủ tịch của lễ trao giải César lần thứ 40 vào năm 2015. Nam diễn viên nằm trong hội đồng giám đốc của công ty sản xuất Pathé và đã sản xuất một số bộ phim với tư cách diễn viên, đồng sản xuất, biên kịch hoặc đạo diễn. Boon có một số công ty sản xuất, bao gồm 26 DB Productions ở Los Angeles, California. Họ sản xuất và phân phối phim và chương trình truyền hình.

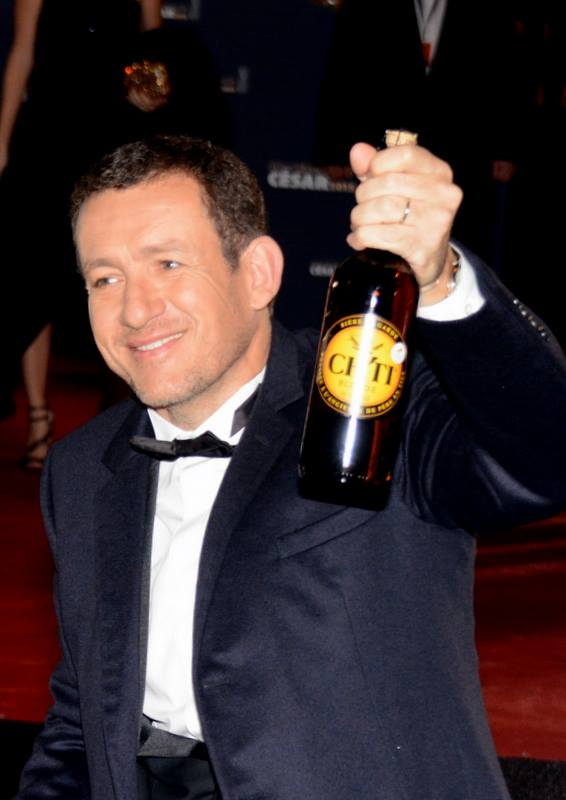
Dany Boon tại giải César năm 2015

Boon cũng được đạo diễn bởi các nhà làm phim Pháp như Jean-Pierre Jeunet trong bộ phim Micmacs năm 2009; Danièle Thompson trong Charge of Plans năm 2009; A Perfect Plan Phim năm 2012 của đạo diễn Pascal Chaumeil, phim Lolo (2015) của Julie Delpy và phim Người Do Thái năm 2016 của Yvan Attal.
Raid Dingue là bộ phim hài năm 2016 mang lại sự thành công lớn đối với người xem nhưng không nhận được sự hưởng ứng từ các nhà phê bình phim. Boon vừa là biên kịch, vừa là đạo diễn cho bộ phim này, và cũng đóng vai chính trong đó. Với bộ phim này, Boon đã nhận được giải César đầu tiên trong lịch sử điện ảnh Pháp: giải thưởng mới này được trao cho bộ phim Pháp có doanh thu phòng vé lớn nhất trong năm. Sau Raid Dingue, Boon đã thực hiện bộ phim thứ sáu của mình, La Ch'tite Famille. Bộ phim ra mắt vào năm 2018, kỷ niệm 10 năm ra mắt của bộ Bienvenue chez les Ch'tis .
Năm 2016, Boon đóng vai chính trong một bộ phim về chủ nghĩa bài Do Thái ở Pháp mang tên The Jews. Năm 2018, chương trình của ông có tên là Des-hauts-de-France  được công chiếu trên Netflix. Boon lồng tiếng cho nhân vật Olaf trong bản lồng tiếng Pháp của các bộ phim Disney như Frozen, Frozen 2 và The Adventures of Olaf .

## Đời tư
Ông có bốn con trai và một con gái từ ba cuộc hôn nhân khác nhau. Với người vợ đầu tiên, ông có con trai cả Mehdisinh năm 1997. Với người vợ thứ hai, Judith Godrèche, anh có Noé, sinh ngày 4 tháng 9 năm 1999. Với người vợ thứ ba, Yaël Harris, ông đã cải sang đạo Do Thái vào năm 2002, ông có Eytan, sinh ngày 23 tháng 6 năm 2005; Elia, sinh ngày 20 tháng 12 năm 2006 và Sarah, sinh ngày 1 tháng 3 năm 2010.
Vào tháng 7 năm 2022, Boon tuyên bố rằng ông đã bị lừa đảo 6 triệu euro bởi một người Ireland có tên Terry Birles và đang khởi kiện ra tòa.

## Danh sách phim
| Năm  | Tiêu đề                                | Vai diễn                            | Đạo diễn                                 |
| ---- | -------------------------------------- | ----------------------------------- | ---------------------------------------- |
| 1996 | Oui                                    | Wilfried                            | Alexandre Jardin                         |
| 2004 | Shark Tale                             | Frankie (lồng tiếng Pháp)           | Rob Letterman Bibo Bergeron Vicky Jenson |
| 2004 | Joyeux Noël                            | Private Ponchel                     | Christian Carion                         |
| 2005 | The Valet                              | Richard                             | Francis Veber                            |
| 2005 | La Maison du Bonheur                   | Charles Boulin                      | Dany Boon                                |
| 2006 | My Best Friend                         | Bruno Bouley                        | Patrice Leconte                          |
| 2008 | Bienvenue chez les Ch'tis              | Antoine Bailleul                    | Dany Boon                                |
| 2008 | Horton Hears a Who!                    | Horton (lồng tiếng Pháp)            | Steve Martino Jimmy Hayward              |
| 2008 | De l'autre côté du lit                 | Hugo                                | Pascale Pouzadoux                        |
| 2008 | Mia et le Migou                        | le Migou (lồng tiếng)               | Jacques-Rémy Girerd                      |
| 2009 | Micmacs                                | Bazil                               | Jean-Pierre Jeunet                       |
| 2009 | Change of Plans                        | Piotr                               | Danièle Thompson                         |
| 2010 | Benvenuti al Sud                       | the French tourist (cameo)          | Luca Miniero                             |
| 2011 | Nothing to Declare                     | Mathias Ducatel                     | Dany Boon                                |
| 2011 | Zookeeper                              | Donald the Monkey (lồng tiếng Pháp) | Frank Coraci                             |
| 2012 | Asterix and Obelix: God Save Britannia | Tetedepiaf                          | Laurent Tirard                           |
| 2012 | Un plan parfait                        | Jean-Yves                           | Pascal Chaumeil                          |
| 2013 | Eyjafjallajökull                       | Alain                               | Alexandre Coffre                         |
| 2013 | Frozen                                 | Olaf (lồng tiếng Pháp)              | Chris Buck & Jennifer Lee                |
| 2014 | Supercondriaque                        | Romain Faubert                      | Dany Boon                                |
| 2015 | Lolo                                   | Jean-René                           | Julie Delpy                              |
| 2016 | The Jews                               | Pascal                              | Yvan Attal                               |
| 2016 | The BFG                                | The BFG (lồng tiếng Pháp)           | Steven Spielberg                         |
| 2016 | Radin!                                 | François Gautier                    | Fred Cavayé                              |
| 2017 | Raid dingue                            | Eugène Froissard                    | Dany Boon                                |
| 2018 | La Ch'tite famille                     | Valentin                            | Dany Boon                                |
| 2019 | Murder Mystery                         | Inspector de la Croix               | Kyle Newacheck                           |
| 2019 | Frozen II                              | Olaf (lồng tiếng Pháp)              | Chris Buck & Jennifer Lee                |
| 2021 | Stuck Together                         | Martin                              | Dany Boon                                |
| 2022 | Driving Madeleine (Une belle course)   | Charles                             | Christian Carion                         |
| TBA  | Hitpig                                 | TBA                                 | [ 24 ]                                   |
| TBA  | Murder Mystery 2                       | Inspector de la Croix               | Jeremy Garelick                          |

## Chương trình độc diễn
- Je vais bien, tout va bien (1992)
- Chaud mais pas fatigué ( Café de la Gare, 1993)
- Dany Boon Fou ? Théâtre Tristan-Bernard, Paris, 1994)
- Dany Boon au Théâtre du Rond-Point (1995–1996)
- Les Zacros de la télé (1996)
- Tout entier (1997)
- Nouveau spétak (1998).
- Au Bataclan (1998)
- Một diễn viên hài người Pháp bị mất ở LA (Nhà hát Melrose, Los Angeles) (2000)
- En parfait état (2001)
- A s'baraque et en ch'ti (2003)
- Waïka (novembre 2006)
- Trop stylé (novembre 2009)
- Dany Boon: Des Hauts-De-France (avril 2018)

## Kịch
- La Vie de chantier (2003)
- Le Dîner de Cons (2007, théâtre de la Porte Saint-Martin )